# Paolo Jorio
Paolo Jorio (Napoli, 2 marzo 1957) è un giornalista, scrittore e conduttore radiofonico italiano.

## Biografia

### Attività radiofonica
Dal 1975 al 1982 ha lavorato presso Radio Antenna Capri, diventandone poi direttore. Dal 1983 ha iniziato a collaborare alla RAI nel programma radiofonico di Radio 2 Omnibus. Per sei anni (dal 1984 al 1990) è stato regista del programma RAI Radio 2 3131 notte di Maurizio Ciampa e Marco Guzzi contribuendo alla realizzazione con servizi esterni e collaborando anche a Radiodue 3131 con Corrado Guerzoni. Sempre per RAI Radio 2 nel 1989 è stato autore e conduttore del programma Una topolino amaranto; nel 1990 è stato autore e conduttore di Memorie d'estate, nel 1991 è stato invece regista, autore e conduttore del programma radiofonico Uno la Luna, due il bue con Ruggero Po  per RAI Radio 2. Nel 1992 ha diretto il programma Dentro la sera sempre per RAI Radio 2.

### Attività televisiva
Nel 1989 è stato coautore del programma televisivo Weekend di Rai 2. Dal 1989 a tutt'oggi è autore e regista di numerosi documentari tra cui dieci filmati dal titolo Napoli, stagione dell'anima, per Raitre e Rai 2, Un suono che viene da lontano per Raitre, Pietraviva documentario per Raiuno. Dal 1991 al 1995 è stato regista dello spettacolo televisivo Mediterraneo e dintorni per Rai 2. Nel 1996 è stato autore e regista del documentario Campania Chiostri e Monumenti che ha vinto il 48º Festival Internazionale del Cinema di Salerno,  nel 1997 è stato autore e regista di San Gennaro: il miracolo, il tesoro;  Il Vesuvio: il vulcano, l'arte; Pulcinella: il teatro, la maschera; Natale: il presepe, il rito; Piedigrotta: la festa, le canzoni di Mimmo Liguoro per Planete. Ha diretto con Giovanni Scipioni il corto Lallarallà (1999 Stream). Nel 2002 ha collaborato con Roberto De Simone alla realizzazione del documentario Jesce e facci grazia, curandone anche la regia.

### Attività giornalistica
È stato corrispondente del canale televisivo argentino Canal 9 e di Radio Kiss Kiss. Dal 1990 al 1992 ha collaborato al telegiornale di TMC – Videomusic. Ha realizzato reportage per il programma televisivo Dieci minuti di Daniela Brancati per Raitre. Dal 1999 al 2001 è stato consulente per il Senato della Repubblica Italiana.  Dal 2001 collabora con l'inserto I Viaggi di Repubblica.

### Attività di museologo
Dal 2003 al 2022 è stato direttore del Museo del Tesoro di San Gennaro di cui è stato il fondatore.
Da gennaio 2018 è direttore del museo Filangieri di Napoli e nel gennaio 2021 ha assunto anche la direzione del Museo Correale di Sorrento.

## Home video e videoclip
Ha realizzato l'home video di Matto come un gatto di Gino Paoli (1992).
Ha diretto i seguenti videoclip:
- Mandelawe di Giovanni Imparato
- Vitatiò di Giovanni Imparato
- Lettera di Primavera di Tosca
- Quartiere Latino di Tosca
- Sensi di Giovanni Imparato
- Mulan di Syria, colonna sonora originale del film Walt Disney
- Prima o poi di Nino Buonocore

## Scritti
- con Claudia Carrescia, La Sirena di Posillipo, Milano, Rizzoli, 2024 ISBN 978-88-17-17456-5
- con Rossella Vodret, Luoghi e misteri di CARAVAGGIO, Milano, Cairo, 2018 ISBN 978-88-6052-907-7
- Il tesoro di Napoli. I capolavori del Museo del Tesoro di San Gennaro, Napoli, A.G.M, 2018, ISBN 9788894267303.
- con R. Vodret, Il mistero dell'angelo perduto, Milano, Skira, 2017, ISBN 978-88-572-3188-4.
- con J.L. Champion, Le Trésor de Naples. Les Joyaux de San Gennaro, Paris, Editions Gallimard, 2014, ISBN 978-2-07-014479-2.
- Naples et le trésor de San Gennaro, Paris, Découvertes Gallimard, 2014, ISBN 978-2-07-014469-3.
- Jesce e facci grazia.Le preghiere delle parenti di San Gennaro, Napoli, A.G.M, 2013, ISBN 9788894267310.
- con C. Paolillo, Il tesoro di Napoli. I capolavori del Museo di San Gennaro, Skirà Editore, 2013, ISBN 978-88-572-2119-9.
- Il Duomo di Napoli, Napoli, A.G.M, 2013, ISBN 9788894267334.
- con F. Recanatesi, La Real Cappella del Tesoro di San Gennaro, Amici del tesoro di San Gennaro, 2012.
- Le meraviglie del tesoro di San Gennaro, Roma, De Luca Editori d'arte, 2011, ISBN 978-88-6557-028-9.
- con F. Recanatesi, Le dieci meraviglie del tesoro di San Gennaro, Roma, Poligrafico dello Stato, 2010, ISBN 978-88-240-1055-9.
- Il filo di lana, Napoli, Tullio Pironti Editore, 2010, ISBN 978-88-7937-473-6.
- Il giornalismo radiofonico. Linguaggio, tecniche e regole del mestiere, Roma, Gremese Editore, 2010, ISBN 978-88-8440-617-0.
- San Gennaro, Poste Italiane, Roma, 2009
- con F. Recanatesi, Il Museo del Tesoro di San Gennaro, Napoli, 2007.
- La Real Cappella del Tesoro di San Gennaro, Napoli, A.G.M, 2004, ISBN 9788894267327.

## Mostre e rassegne curate da Paolo Jorio
- "I Gioielli del tesoro di San Gennaro", Museo del Tesoro di San Gennaro, Napoli 2007
- "I Paramenti sacri", Museo del Tesoro di San Gennaro, appartamento storico del Domenichino, Napoli 2008
- "Santi spagnoli patroni di Napoli", Museo del Tesoro di San Gennaro, Napoli 2010
- "I volti di San Gennaro", Museo del Tesoro di San Gennaro, Napoli, 2012
- "Il Tesoro di Napoli. I capolavori del Museo di San Gennaro", con C. Paolillo, Museo Fondazione Roma, 2013
- "Fuoco e passione", Museo del tesoro di San Gennaro, Napoli 2013
- "Le Tresor de Naples", con J.L. Champion, Musée Maillol, Paris, 2014
- " Il tesoro di Napoli, ritorna", Museo del tesoro di San Gennaro, Napoli 2014
- " Riflessi d'arte, visioni di ieri", Santuario di Maria SS della Misericordia, Fontanarosa (Av) 2014
- "Un secolo di Furore. I caravaggisti del Filangieri", Museo Filangieri, Napoli, 2019
- "Le donne del Filangieri", Museo Filangieri, Napoli, 2019
- "Ballando sul vulcano. Vita e fede all’ombra del Vesuvio", Diözesanmuseum Freising, Monaco di Baviera, 2021
- "I paesaggisti", Museo Correale, Sorrento (Na), 2023
- "Sill life. Vite silenziose", Museo Correale, Sorrento (Na), 2024

## Premi e riconoscimenti
- 2019 - Premio Masaniello-Napoletani protagonisti - XIV edizione per il management culturale del Museo del Tesoro di San Gennaro e Museo Filangieri
- 2019 - Premio Speciale della Critica Premio letterario Internazionale Montefiore con il libro scritto con R.Vodret "Luoghi e Misteri di Caravaggio".
- 2018 - Secondo Premio Arte città Amica Metropoli di Torino sezione narrativa con il libro scritto con R.Vodret "ll mistero dell'angelo perduto".
- 2018 - Secondo Premio Culturale "Argenpic" III Edizione 2018 sezione narrativa edita con il libro scritto con R.Vodret "ll mistero dell'angelo perduto".
- 2017 - Primo Premio II Edizione Premio Internazionale di Poesia e Narrativa edita “A. POZZI” sezione libro di narrativa edito con il libro "Il filo di lana"
- 2016 - Segnalazione di merito Premio Nazionale di Arti Letterarie Metropoli di Torino XIII Edizione sezione libro di narrativa edito con il libro "Il filo di lana"
- 2015 - Premio XII Edizione Premio scientifico Capo d'Orlando per la categoria “Management culturale”
- 2015 - Premio "Tradizione e Futuro" responsabilità sociale per il management culturale del Museo del Tesoro di San Gennaro
- 2015 - Primo Premio per la narrativa al libro "Il Filo di lana" alla XII edizione del concorso letterario "Città di Mesagne"
- 2015 - Primo Premio Narrativa XVIII edizione del Concorso Nazionale di Narrativa e Poesia "Città di SAN LEUCIO DEL SANNIO" sezione narrativa con il libro "Il filo di lana"
- 2015 - Secondo Premio Premio Culturale Nazionale "San Carlo Borromeo 2014" sezione libro di narrativa edito con il libro "Il filo di lana"
- 2014 - Primo Premio Concorso Internazionale di poesia e narrativa "Val di Vara Alessandra Marziale" XIV ediz. sez. libro edito di narrativa con il libro "Il filo di lana"
- 2014 - Premio della Giuria Concorso letterario Città di Parole Firenze III edizione sezione - libro edito di narrativa - con il libro "Il filo di lana
- 2014 - Quarto Classificato Premio letterario Alberoandronico VIII edizione per la sezione narrativa edita con il libro "Il filo di lana"
- 2014 - Primo Premio Concorso letterario Borgo delle Camelie e degli artisti edizione III edizione per la sezione Romanzo edito con il libro “Il filo di lana”
- 2014 - Secondo Premio sezione narrativa Concorso Internazionale la Locanda del Doge II edizione Rovigo con il libro “Il filo di lana”
- 2014 - Quinto classificato alla terza edizione del Premio internazionale di Arti Letterarie  "Thesaurus" sezione - Narrativa edita – con il libro “Il filo di lana”
- 2011 - Premio Sergio Nigro prima edizione nel campo della valorizzazione e tutela dei Beni artistici e culturali in Italia
- 1996 - Primo Premio 48º Festival Internazionale del Cinema di Salerno per il miglior documentario

| Controllo di autorità | VIAF (EN) 101570529 · ISNI (EN) 0000 0001 1777 561X · SBN LO1V366415 · LCCN (EN) no2009172624 · GND (DE) 143752308 · BNF (FR) cb167506017 (data) |